# Guptella gilviculus
Guptella gilviculus är en stekelart som beskrevs av David B. Wahl och Ian D. Gauld 1998. Guptella gilviculus ingår i släktet Guptella och familjen brokparasitsteklar. Inga underarter finns listade i Catalogue of Life.